# Astragalus albanicus
Astragalus albanicus е вид растение от семейство Бобови (Fabaceae). Видът е застрашен от изчезване.

## Разпространение
Разпространен е в Азербайджан.